# Ninon de Lenclos

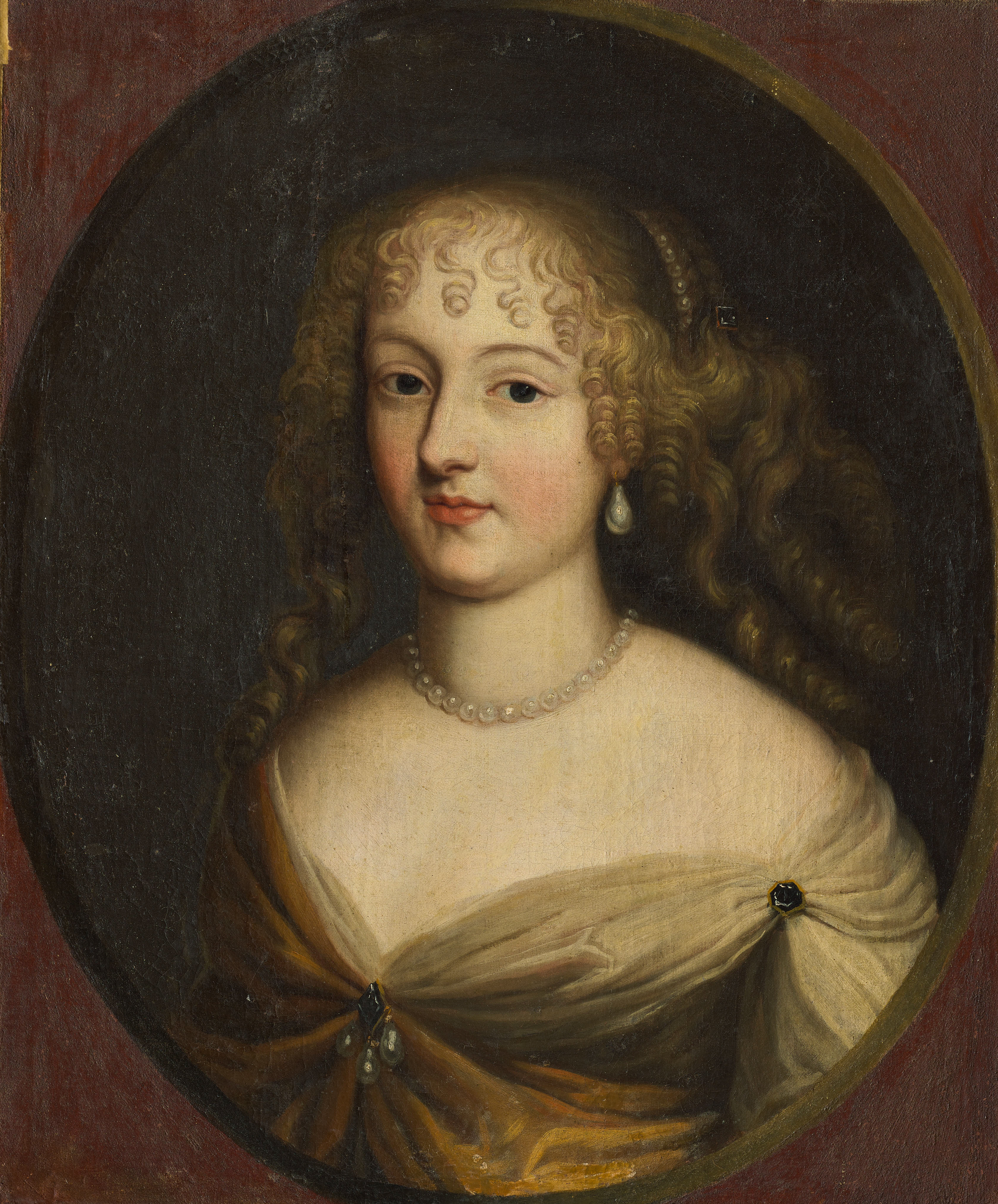
Ninon de Lenclos

Anne „Ninon“ de Lenclos, auch Anne „Ninon“ de l'Enclos, (* 10. November 1620 in Paris; † 17. Oktober 1705 ebenda) war eine französische Kurtisane und Salonnière. Sie gilt in Frankreich als eine der herausragendsten Frauen des 17. Jahrhunderts.

## Leben
Ninon de Lenclos war das einzige Kind des französischen Kleinadligen Henri de Lenclos und seiner Frau aus der Familie Abra de Raconis. Während die Mutter sie religiös erzog und ihr den Tractatus de amore dei des Kirchenlehrers François de Sales zur Lektüre gab, wurde sie von ihrem Vater animiert, Werke von Montaigne und Gassendi zu lesen.
Die Kurtisane Ninon de Lenclos wurde durch ihre Bildung und ihre vielseitige musische Begabung, ihre Intelligenz und ihren Sprachwitz, aber auch durch ihre Schönheit bald gesellschaftlich anerkannt. Sie wurde in der Ära Ludwigs XIV. berühmt, wurde allerdings nie bei Hofe empfangen. Sie galt als Meisterin des geistvollen Gesprächs und die Teilnahme an ihren Jours war eine große gesellschaftliche Ehre. Zu ihren Freunden und Freundinnen zählten Königin Christine von Schweden, Madame de Maintenon (die zweite Gattin Ludwigs), Molière und Madame de Sévigné.
Ninon de Lenclos legte Wert auf ihre Unabhängigkeit: Sie heiratete nie und hatte viele Liebhaber. Noch als Achtzigjährige, so heißt es, sei sie von den Männern heiß begehrt worden. Sie selbst nahm ihre Caprices, wie sie ihre Liebschaften bezeichnete, nicht sehr ernst und ließ sich nie auf eine ernsthafte Beziehung zu einem Mann ein. Die aus ihren Liebschaften entstandenen Kinder überließ sie den jeweiligen Vätern zur Erziehung, denn sie wollte sich nicht mit Kinderpflege belasten.
Als sich der Chevalier de la Boissière, der Sohn des Louis de Mornay, Marquis de Villarceaux (1619–1691), in sie verliebte, offenbarte sie ihm, dass sie einst mit seinem Vater eine Liaison gehabt hatte und folglich seine Mutter sei. Er soll daraufhin Selbstmord begangen haben, was unbestätigt ist. Teilweise wird ein anderer ihrer Söhne als ihr Liebhaber genannt.
Trotz ihres unmoralischen Lebens galt sie als gute, treue Freundin. Sie unterstützte in Not geratene Freunde mit Geld und Taten, achtete jedoch darauf, selbst finanziell unabhängig und niemandem etwas schuldig zu bleiben. Dabei brachte sie es nie zu großem Reichtum; sie lebte in einem für Adelsverhältnisse einfachen bürgerlichen Mietshaus. Ihre Liebschaften wählte sie vor allem ihren Gefühlen folgend und (entgegen damaligem Usus) unabhängig von finanziellen oder politischen Interessen aus.

## Werke

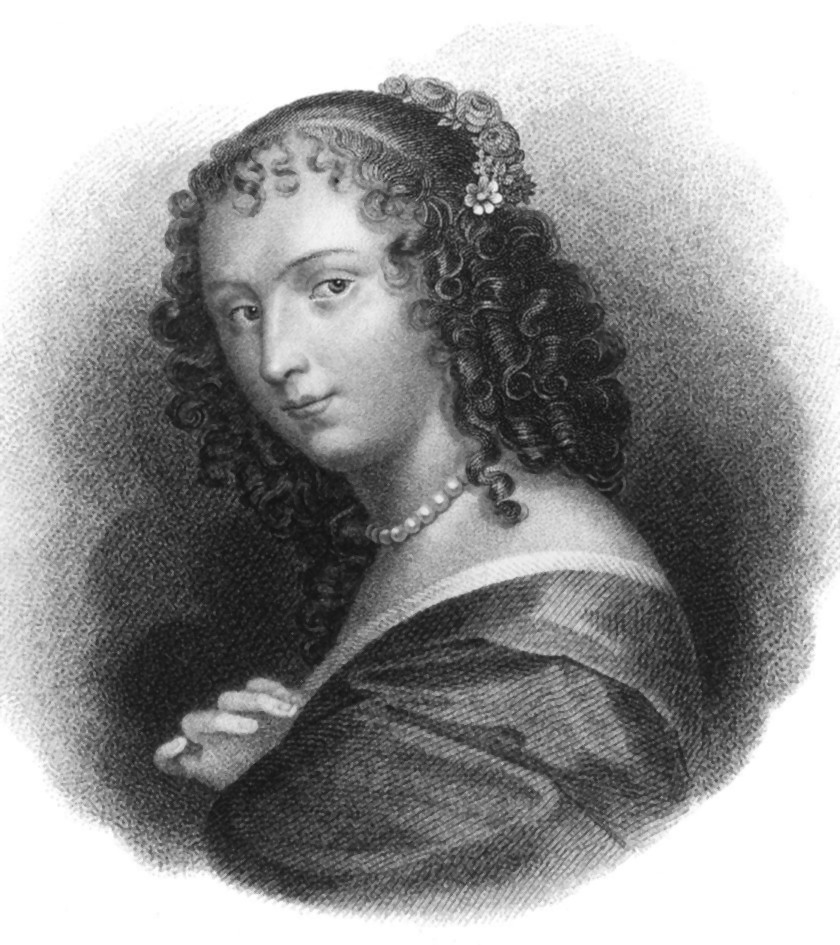
Ninon de Lenclos, Kupferstich von Antoine-Jean-Baptiste Coupé (1784 – ca. 1852)

Hinweis: Nach Ninon de Lenclos’ Tod erschienen zahlreiche Bücher mit angeblichen Briefen von ihr. Die meisten davon wurden aber vermutlich frei erfunden, um die Gier der Leserschaft nach Sensationen aus dem Adelsleben zu befriedigen. Das gilt wahrscheinlich auch für die heute noch verlegten Briefe, denn aufgrund der Vielfalt der erschienenen Bücher weiß niemand mit Sicherheit, welche Briefe tatsächlich von ihr stammen.
- Briefe der Ninon von Lenclos an den Marquis von Sevigne, nebst den Briefen der Babet an den Bourfault, aus dem Französischen übersetzt. Weidmann, Leipzig 1751 (320 S.; Scan in der Google-Buchsuche).
- Der Ninon von Lenclos Leben und Briefe nebst der Briefe der Babet. Weidmann, Leipzig 1755.
- Antoine Bret (Hrsg.): Lettres de Ninon de Lenclos Garnier, Paris 1870 (französisch, archive.org).
- Alexandre-Joseph-Pierre Ségur: Correspondance secrète entre Ninon de Lenclos, le marquis de Villarceaux, et Mme. de Maintenon. Chez Renard 1805 (französisch, archive.org).

## Zitate
„Ich habe es immer gesagt, die Liebe stirbt niemals an Hunger, wohl aber an Übersättigung.“

„Erfüllt ist nun des Lebens Lauf, Sollt ich zuletzt noch mutlos werden? Nichts hält des Todes Stunde auf, Was soll ich noch auf dieser Erden?“

## Rezeption
- Johannes Bauermeister: Ninon de Lenclos, das Geheimnis der ewigen Jugend (= Frauen der Liebe. Band 22). Mitteldeutsche Verlagsanstalt, Heidenau-Nord [1921], DNB 578816571 (Trivialroman mit dem Motiv Lebenselixier).
- Eckart von Naso: Die große Liebende. Scheffler, Frankfurt am Main 1950, DNB 453534562 (Roman um Ninon de Lenclos).